# Памела Гілі
Памела Гілі (англ. Pamela Healy, 24 червня 1963) — американська яхтсменка.
Бронзова призерка Олімпійських Ігор 1992 року в класі 470.
Чемпіонат світу в класі 470 1991 року.